# توماس نوردال
توماس نوردال (بالسويدية: Thomas Nordahl)‏ (24 مايو 1946 في السويد - ) هو مقدم تلفزيوني ومدرب كرة قدم ولاعب كرة قدم سويدي في مركز الوسط، شارك في كأس العالم 1970. وشارك مع منتخب السويد لكرة القدم. أما مع النوادي، فقد لعب مع نادي أوربرو ونادي رويال أندرلخت ويوفنتوس ونادي ديجرفورس وBK Forward ‏.

## مسيرته الكروية
لعب توماس نوردال خلال مسيرته الاحترافية مع 4 أندية في ثمانية عشر موسمًا وسجل خلالها 147 هدف ضمن 386 مباراة. ولم يفز بأي موسم بالكأس أو بالدوري.
خاض توماس نوردال مسيرته مع نادي ديجرفورس ما بين عامي 1964 و1965 لمدة موسم واحد، مشاركًا في 14 مباراة سجل خلالها 4 أهداف. ثم انتقل إلى نادي أوربرو في موسم 1965 في المرة الأولى ليلعب معه أربعة مواسم ثم في موسم 1971 ليلعب معه ثمانية مواسم، حيث شارك طوالها في 252 مباراة سجل خلالها 96 هدفًا. لينتقل بعدها إلى نادي رويال أندرلخت في موسم 1968–69 واستمر معه طيلة ثلاثة مواسم، مشاركًا في 75 مباراة سجل خلالها 26 هدفًا. ثم انتقل إلى BK Forward ‏ في عامي 1979-1981 ولمدة موسمين، مشاركًا في 45 مباراة سجل خلالها 21 هدفًا.

## وصلات خارجية
- توماس نوردال على موقع الاتحاد الدولي (مؤرشف)  (الإنجليزية)
- توماس نوردال على موقع الاتحاد الأوربي (الإنجليزية)
- توماس نوردال على موقع قاعدة بيانات كرة القدم.إي يو (الإنجليزية)
- توماس نوردال على موقع ناشيونال فوتبول تيمز (الإنجليزية)
- توماس نوردال على موقع عالم كرة القدم.نت (الإنجليزية)